# Jeanne de Divion
Jeanne de Divion (1293 – Parigi, 6 ottobre 1331) è stata una falsaria francese.

## Biografia
Figlia del nobile impoverito Havet de Divion e Sara Louchard, sposò il cavaliere Pierre de Broyes. La de Divion era nota per la sua grande conoscenza atrologica e fu molto scandalosa la sua relazione pubblica con l'amante Thierry Larchier d'Hirson, vescovo di Arras, che le lasciò in eredità tremila livre. L'esecutrice testamentaria, Mahaut d'Artois, le versò la somma, ma poi ne negò la validità, dato che era il risultato di una relazione adulterina; l'eredità fu quindi confiscata alla de Divion.
Nel 1331 creò un falso per Roberto III d'Artois in cui si attestava la volontà di Filippo d'Artois di lasciare titolo e possedimenti a Roberto. L'intrigo fu scoperto e fu Jeanne a pagarne il prezzo più alto: mentre Roberto fu escluso dal testamento, la falsaria fu condannata a morte e bruciata sul rogo al Place aux Pourceaux il 6 ottobre 1331.

## Nella cultura di massa
Jeanne de Divion è un personaggio minore dei romanzi del ciclo de I re maledetti di Maurice Druon; la falsaria appare anche nei due adattamenti televisivi dei romanzi, realizzati rispettivamente nel 1972 e nel 2005.